# Щелкуны настоящие
Щелкуны настоящие (лат. Ampedus) — большой род жуков-щелкунов, насчитывающий свыше ста видов.

## Описание
Щелкуны главным образом средних размеров, реже мелкие или крупные. Тело чёрное, часто с целиком или частично красноватыми или желтоватыми надкрыльями. Лобный киль не нависает над наличником, клипеальная область узкая. Усики у самок и самцов от почти нитевидных до остро пиловидных начиная с третьего или четвёртого сегмента. Задний отросток переднегруди наклонённый. Бедренные покрышки задних тазиков резко расширенные, с зубцом на заднем крае. Все сегменты лапок без лопастинок.

## Экология
Обитают в лесах. Проволочники — хищники, развиваются в гнилой древесине и под корой, реже в подстилке.

## Список видов
Некоторые виды рода:
- Ampedus aethiops (Lacordaire, 1835)
- Ampedus balteatus (Linnaeus, 1758)
- Ampedus cardinalis (Schiödte, 1865)
- Ampedus cinnabarinus (Eschscholtz, 1829)
- Ampedus elegantulus (Schönherr, 1817)
- Ampedus elongatulus (Fabricius, 1787)
- Ampedus erythrogonus (P.W.J.Müller, 1821)
- Ampedus hjorti (Rye, 1905)
- Ampedus latiusculus (Reitter, 1889)
- Ampedus mixtus (Herbst, 1806)
- Ampedus nigrinus (Herbst, 1784)
- Ampedus nigroflavus (Goeze, 1777)
- Ampedus patricius (Gurjeva, 1957)
- Ampedus pomonae (Stephens, 1830)
- Ampedus pomorum (Herbst, 1784)
- Ampedus praeustus (Fabricius, 1792)
- Ampedus sanguineus (Linnaeus, 1758)
- Ampedus sanguinolentus (Schrank, 1776)
- Ampedus suecicus Palm, 1976
- Ampedus tristis (Linnaeus, 1758)